# 巴黎大学公署
巴黎大学公署（法語：Chancellerie des universités de Paris），是法国高等教育部巴黎大学区的一个部门，同巴黎学区长共同管理巴黎学区。公署由副署长和秘书长领导。

## 职能
巴黎大学公署协助巴黎学区长管理学区内的大学。公署负责核查学区内大学决议的合法性，也负责管理学区内的大学图书馆。在大学获得了自主权后，公署不再负责学区内大学人员的管理，但保留了对大学资产的管理职责。

## 历任副署长
在1976年前，副署长的职位被称为副学区长。
- Stefano Bosi,  2018年2月16日

## 成员

### 大学院校共同体
- 巴黎索邦-西岱大学
- 巴黎文理研究大学
- 巴黎艺术工艺大学联盟
- 东巴黎大学
- 巴黎卢米埃尔大学
- 巴黎-萨克雷大学
- 巴黎-塞纳大学

### 大学
- 巴黎一大
- 巴黎二大
- 巴黎三大
- 索邦大学（原巴黎四大与六大）
- 巴黎五大
- 巴黎七大
- 巴黎八大
- 巴黎多菲纳大学
- 巴黎南泰尔大学
- 巴黎南大
- 巴黎东克莱特伊大学
- 巴黎十三大
- 巴黎东马恩河谷大学
- 圣康丁昂伊夫利纳-凡尔赛大学
- 埃松河谷-埃夫里大学
- CY 塞尔吉-巴黎大学（原塞尔吉-蓬图瓦兹大学）

### 其他机构
- 巴黎发现宫
- 巴黎天文台
- 法国国立自然历史博物馆
- 巴黎地球物理研究院
- 法国国家艺术史研究院
- 法国东方语言学院
- 巴政
- 法国高等应用研究员院
- 法国国立高等工程技术学校
- 巴黎中央理工
- 巴黎高师
- 巴黎高师萨克雷分校
- 法国国立文献典章学院
- 法国社会科学高等学院
- 法兰西公学院
- 法国国立工艺学院
- 巴黎九大政策研究院
- 巴黎高等企业管理学院

### 图书馆
- 巴黎一大图书馆
- 巴黎二大图书馆
- 巴黎三大图书馆
- 索邦大学图书馆（原巴黎四大与六大）
- 巴黎五大图书馆
- 巴黎七大图书馆
- 巴黎八大图书馆
- 巴黎多菲纳大学图书馆
- 巴黎南泰尔大学图书馆
- 巴黎南大图书馆
- 巴黎东克莱特伊大学图书馆
- 巴黎十三大图书馆
- 巴黎东马恩河谷大学图书馆
- 圣康丁昂伊夫利纳-凡尔赛大学图书馆
- 埃夫里大学图书馆
- 塞尔吉-蓬图瓦兹大学图书馆